# Pfyn
Pfyn é uma comuna da Suíça, no Cantão Turgóvia, com cerca de 1.839 habitantes. Estende-se por uma área de 12,96 km², de densidade populacional de 142 hab/km². Confina com as seguintes comunas: Felben-Wellhausen, Herdern, Homburg, Hüttlingen, Müllheim, Warth-Weiningen.
A língua oficial nesta comuna é o Alemão.